# Arc Angels
De Arc Angels zijn een bluesrockband, uit Austin (Texas), Verenigde Staten.

## Biografie
De band werd opgericht in de vroege jaren '90 na de dood van Stevie Ray Vaughan. De band bestond uit gitaristen en zangers Doyle Bramhall II en Charlie Sexton en twee voormalige leden van Stevie Ray Vaughans band Double Trouble, drummer Chris Layton en bassist Tommy Shannon. Volgens Bob Meredith van All Music Guide komt de naam "ARC" in de naam van de band uit de Austin Rehearsel Complex waar de bandleden individueel al van gebruik maakten voor de formering van de band. Hun debuutalbum, Arc Angels,kwam uit in 1992 onder het Geffen label. Op dinsdag 9 juni van dat jaar maakten de Arc Angels hun televisiedebuut in de NBC-show "Late Night with David Letterman", waar ze "Living In A Dream" uitvoerden. Op woensdag 6 januari 1993, traden ze opnieuw op in de show van Letterman, dit keer met het nummer "Too Many Ways to Fall".
Bramhalls heroïneverslaving en de interne wrijving veroorzaakt het uiteenvallen van de band in 1993. Na een aantal afscheidsconcerten dat eindigde in Austin in oktober, was daar het schijnbare einde van de Arc Angels. Sinds 2002 treden de Arc Angels bij gelegenheid weer regelmatig op.
In de afgelopen jaren is Bramhall de vaste gitarist in de band van Eric Clapton geweest en toerde met Roger Waters eind jaren 90 begin 2000.
Charlie Sexton is op tournee geweest met Bob Dylan.
Daarbuiten hebben ze beiden individueel nog aan andere projecten en met andere artiesten gewerkt.
Ondertussen hebben Layton en Shannon drie albums gemaakt met de Texaanse band Storyville. Ze hebben ook samengewerkt met artiesten als Buddy Guy, Kenny Wayne Shepherd en John Mayer.
In Maart van 2009 hebben de leden van de Arc Angels, minus Tommy Shannon, aangekondigd dat zij weer als band officieel bij elkaar zijn.

## Bandleden
- Doyle Bramhall II: gitarist en zanger
- Charlie Sexton: gitarist en zanger
- Chris Layton: drummer
- Mark Newmark: bassist (voor 2009)

## Voormalig bandlid
- Tommy Shannon - Bassist

## Albums
- Arc Angels (1992)